# Abdelfettah El Kharazi
Abdelfettah El Kharazi (arab. عبد الفتاح الخرازي, ur. 7 kwietnia 1981) – marokański piłkarz, grający jako defensywny pomocnik. Jednokrotny reprezentant kraju.

## Klub

### Maghreb Fez
Zaczynał karierę w Maghrebie Fez, gdzie grał jako junior do 2004 roku i jako senior do 2011 roku. W sezonie 2010/2011 zagrał 4 mecze.

### JS Massira
7 stycznia 2011 roku dołączył do JS Massira. W sezonie 2011/2012 zagrał 10 meczów.
1 lipca 2012 roku zakończył karierę.

## Reprezentacja
El Kharazi zagrał jeden mecz w reprezentacji, w którym asystował. Odbył się on 9 lipca 2000 roku, a rywalem Maroka była Algieria (wygrana 2:1). Asystował przy trafieniu Abdeljalila Haddy w 75. minucie.